# Samuel Gottlob Auberlen

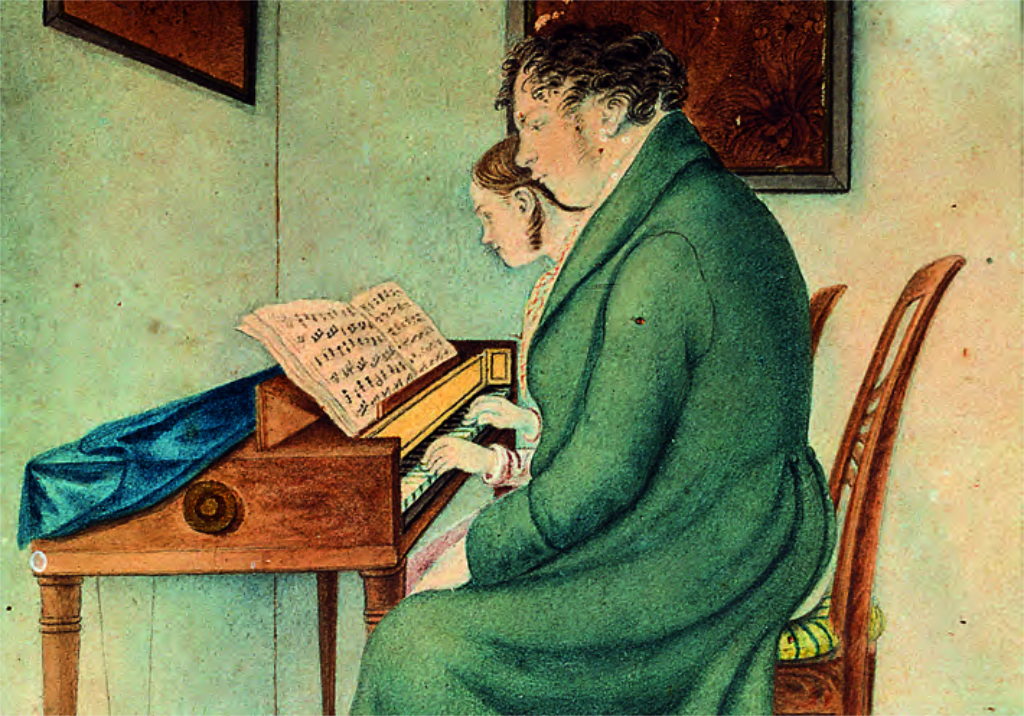
Samuel Gottlob Auberlen auf Aquarell von Caroline Mezger

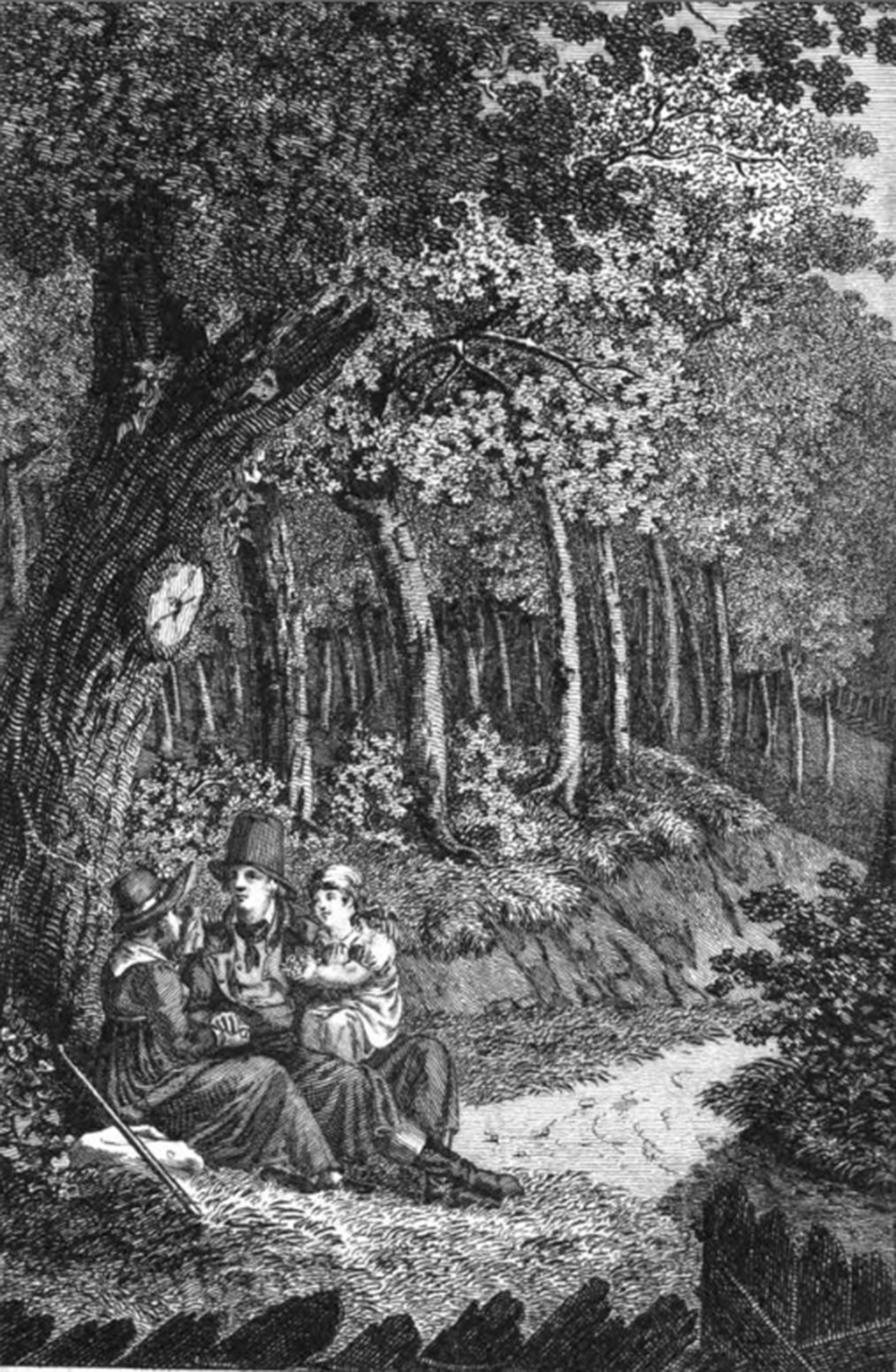
Auberlen (Mitte) im Frontispiz seiner Autobiographie

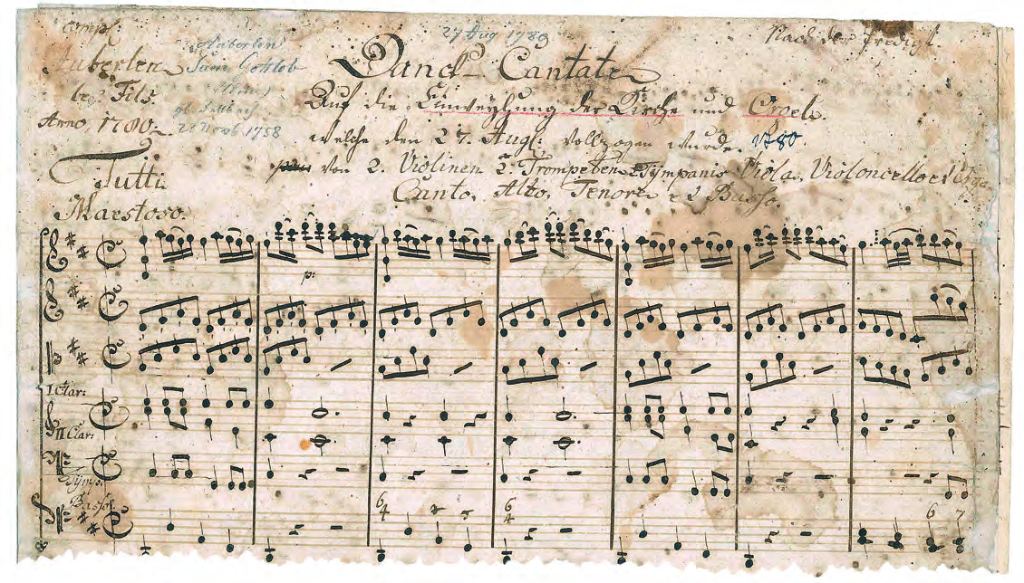
Danck-Cantate von Samuel Gottlob Auberlen

Samuel Gottlob Auberlen (* 23. November 1758 in Fellbach; † 23. August 1829 in Ulm) war ein württembergischer Musiker und Liedkomponist.

## Biografie

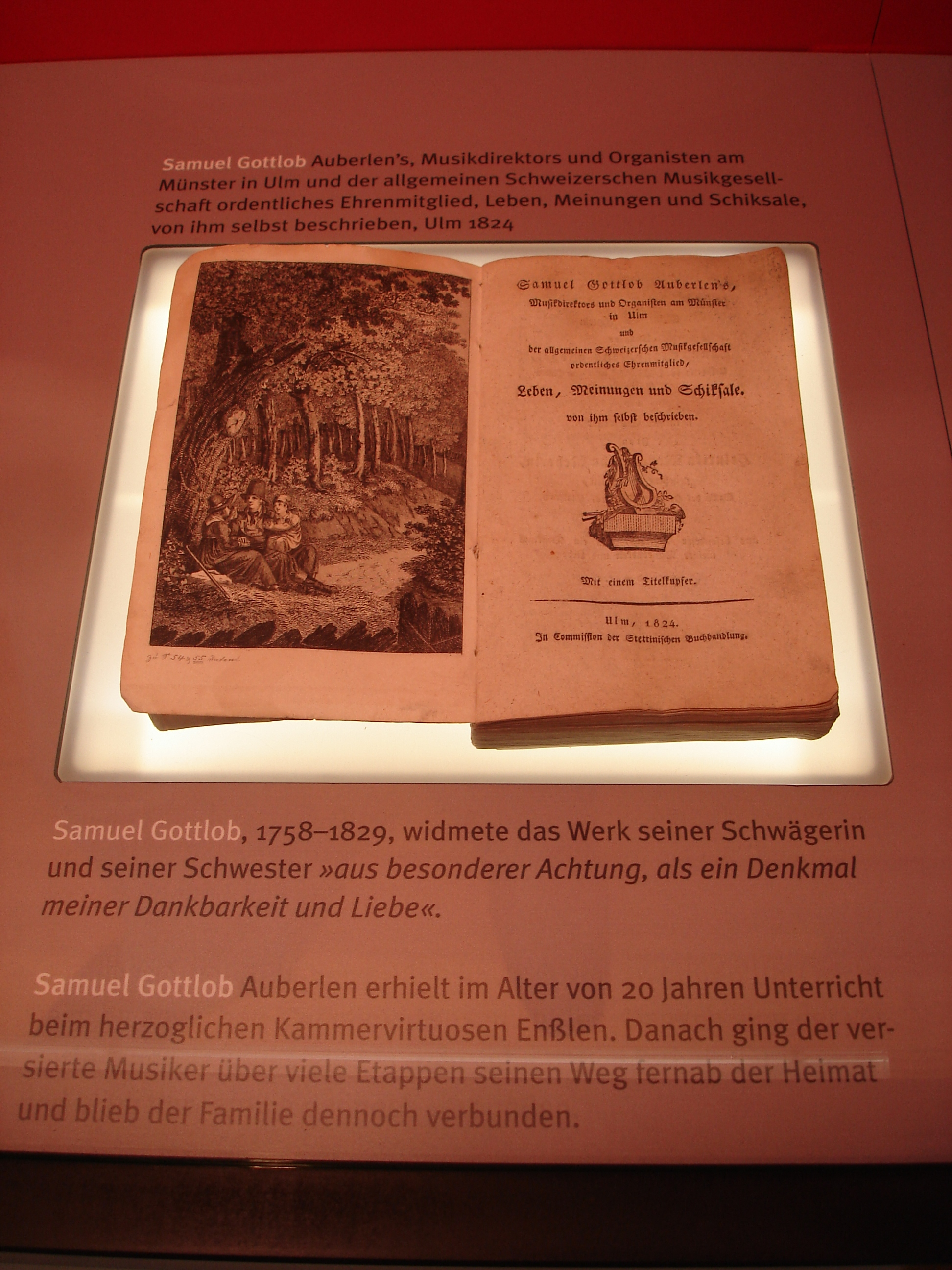
Auberlens Lebensbeschreibung im Stadtmuseum Fellbach

Samuel Gottlob Auberlen wurde von seinem Vater Georg Daniel Auberlen in Klavier, Violine und Cello unterrichtet. 1773 wurde er Schulgehilfe seines Vaters. Mit 20 erhielt er Violinunterricht bei dem herzoglichen Kammervirtuosen Enßlen am Hof Herzog Carl Eugens von Württemberg. Nach einer Tätigkeit als Musiklehrer in Murrhardt wurde er 1782 auf Betreiben von Lavaters Sekretär Bassist im Orchester der Zürcher Musikgesellschaft. Später unternahm Auberlen eine Konzertreise, wurde Violinist in Carl Eugens Hofkapelle, allerdings ohne Gehalt, dann Musikdirektor in Winterthur und Tübingen und 1817 Organist und Musikdirektor am Ulmer Münster. 1784 veröffentlichte er seine Lieder für Klavier und Gesang, die sich später in Schwaben einiger Beliebtheit erfreuten und Friedrich Silcher beeinflusst haben sollen. 1824 erschien seine Autobiographie.

## Werke (Auswahl)
- Sechs kurze Fantasien für die Orgel. In: Damian von Maltzahn (Hrsg.): Willsbacher Beiträge zur Kirchenmusik., 2. Jg. Notenbeilage Nr. 2. (Hörbeispiel: 3 Kurze Fantasien. (Siegfried Gmeiner an der historischen Walcker-Orgel (1928) der Ulmer Martin-Luther-Kirche.); MP3-Datei; 3,91 MB)

## Publikationen
- Herr Gott, dich loben wir! Ein vierstimmiger Festgesang in zwey abwechselnden Chören. Schaffhausen 1816 (nach Luthers deutschem Te Deum)
- C. F. Gellerts geistliche Oden und Lieder mit neuen vierstimmigen Choral-Melodien. Schaffhausen 1817.
- Christliche Festgesänge und Lieder mit neuen und alten vierstimmigen Choral-Melodien von verschiedenen Dichtern mit Noten und Text in Musik gesetzt von Samuel Gottlob Auberlen. Schaffhausen 1817.
- Versuch einer kurzen, leichtfasslichen Anleitung zum vierstimmigen Choralgesang mit besonderer Rücksicht auf das allgemeine Bedürfniss in den Schulen. Schaffhausen 1817.
- Autobiographie: Samuel Gottlob Auberlen’s, Musikdirektors und Organisten am Münster in Ulm und der allgemeinen Schweizerschen Musikgesellschaft ordentliches Ehrenmitglied, Leben, Meinungen und Schiksale. von ihm selbst beschrieben. Ulm 1824. Digitalisat